# Karl Spindler (författare)

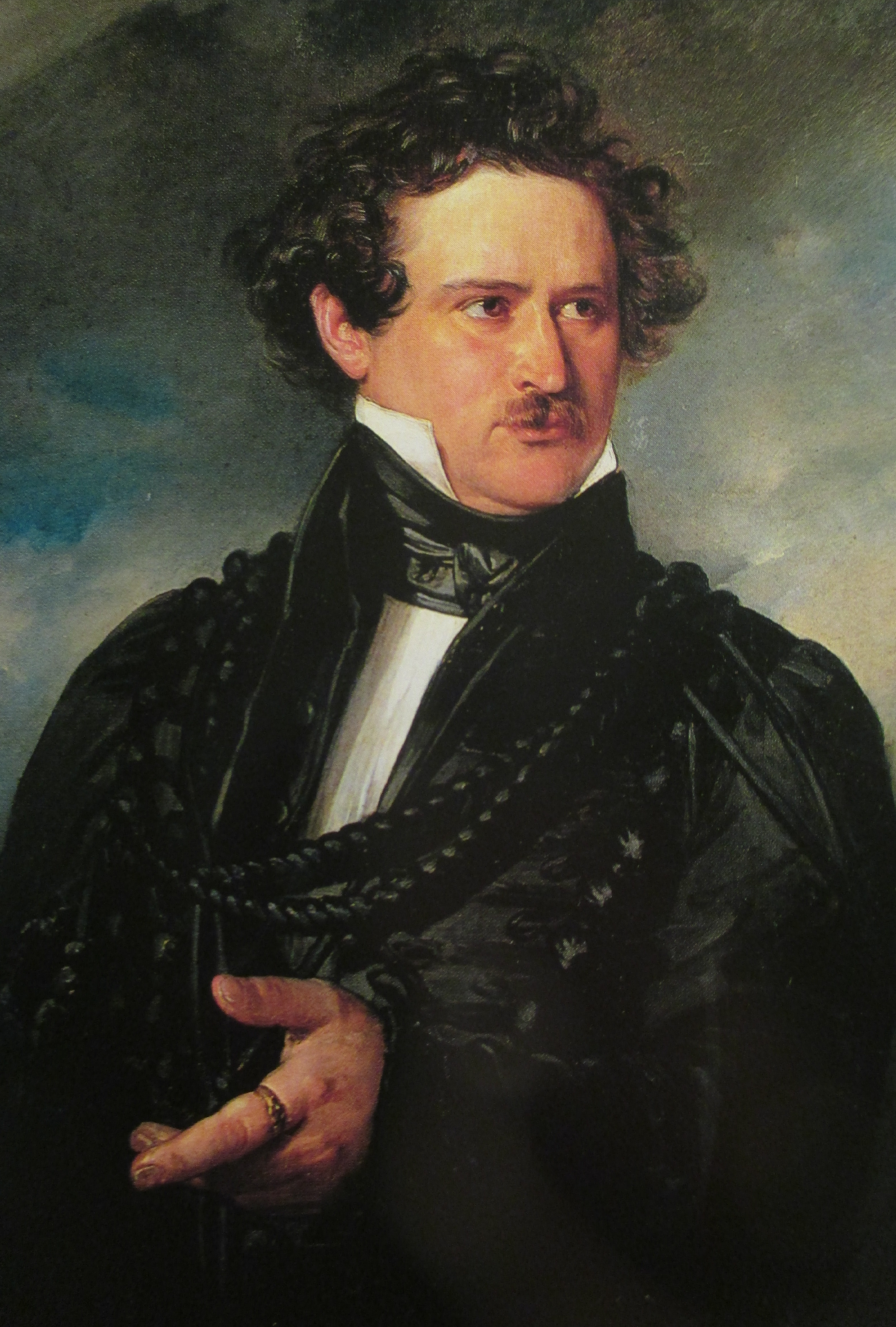
Karl Spindler, porträtterad av Franz Xaver Winterhalter.

Karl Spindler, född den 16 oktober 1796 i Breslau, död den 12 juli 1855 i Bad Freiersbach, var en tysk romanförfattare. Han var son till Franz Stanislaus Spindler.
Spindler var en tid skådespelare, men ägnade sig sedermera uteslutande åt litterär verksamhet. Han grundlade sitt rykte med de av en flödande berättartalang utmärkta historiska skildringarna Der Bastard (3 band, 1826; 2:a upplagan 1829; "Bastarden", 1833), Der Jude (4 band, 1827; 3:e upplagan 1834; "Juden", samma år) och Der Jesuit (3 band, 1829; "Jesuiten", 1833). Spindler skrev dessutom flera mindre betydande romaner och noveller. Hans Sämtliche Werke (1838–1856) omfattar 95 band; därjämte finns ett urval i 14 band (1875–1877).